# اللطخة (مسلسل)
اللطخة أو الوصمة هو مسلسل تركي درامي، رومنسي، بوليسي بطولة بوراك سيفينش وميليس سيزن ومن إنتاج شركة TIMS&B، عُرض على قناة كنال دي التركية.
يحكي المسلسل عن جيم ينيلماز الشاب الثري ومساعد المدير التنفيذي لشركة مارين مارين الألمانية، وياسمين اديفار الشابة التي نشأت في دار الأيتام والتي تعمل من أجل دفع تكاليف عملية أخيها مراد.

## فريق العمل
| الممثل            |  | الدور                                                                                                  |
| ----------------- |  | --- |
| بوراك سيفينش      |  | رجل الاعمال الثري جيم ينيلماز ومساعد المدير التنفيذي لشركة مارين مارين الالمانيه                       |
| ميليس سيزن        |  | ياسمين اديفار التي تدرس الحقوق وتعمل في شركة هويو                                                      |
| Mehmet Bozdogan   |  | الشرطي بيركان اتالكان الذي يستعمل صلاحياته في الشر ومساعدة أخته سربيل                                  |
| Selen Uçer        |  | سربيل زنغين مالكة وكالة هويو وأخت الشرطي بيركان                                                        |
| Tugçe Açikgöz     |  | شيرين اجار صديقة ياسمين منذ سن الطفولة وصديقتها في المنزل                                              |
| Selahattin Pasali |  | اردا ينيلماز الشاب الفاشل وشقيق جيم ينيلماز الصغير ومدير شركة والدته كيو للاستثمار                     |
| Tolga Güles       |  | محمد تونا رجل الأعمال الثري ومساعد المدير التنفيذي لشركة مارين مارين الالمانيه وأكبر أعداء جيم ينيلماز |
| Nurinisa Yildirim |  | فيرهان ينيلماز عمة جيم واردا (أخت سعدون ينيلماز والد جيم ينيلماز واردا ينيلماز)                        |
| Kerim Tuna Kaba   |  | مراد الطفل الذي يعاني من فقدان السمع وأخو ياسمين الصغير                                                |
| Nail Kirmizigül   |  | صديق جيم ينيلماز الوفي وسائق سعدون ينيلماز في السابق                                                   |
| Lale Basar        |  | بلقيس ام جيم واردا ولديها مشاكل مع ابنها الأكبر جيم ينيلماز وصاحبة شركة كيو للاستثمار                  |